# IC 5030
IC 5030 — галактика типу SBcd () у сузір'ї Мікроскоп.
Цей об'єкт міститься в оригінальній редакції індексного каталогу.